# 乌迪尔库尔
乌迪尔库尔（法語：Houdilcourt，法語發音：[udilkuʁ]）是法国大東部大區阿登省的一个市镇，属于勒泰勒区。

## 地理
乌迪尔库尔（49°25'31"N, 4°7'31"E）面积11.3 平方千米，位于法国大東部大區阿登省，该省份为法国北部内陆省份，西接埃纳省，南至马恩省，东临默兹省，北与比利时接壤。
与乌迪尔库尔接壤的市镇（或旧市镇、城区）包括：阿斯费尔德、普瓦尔库尔-悉尼、维约莱萨斯费尔德、叙普河畔布尔特、叙普河畔圣艾蒂安。
乌迪尔库尔的时区为UTC+01:00、UTC+02:00（夏令时）。

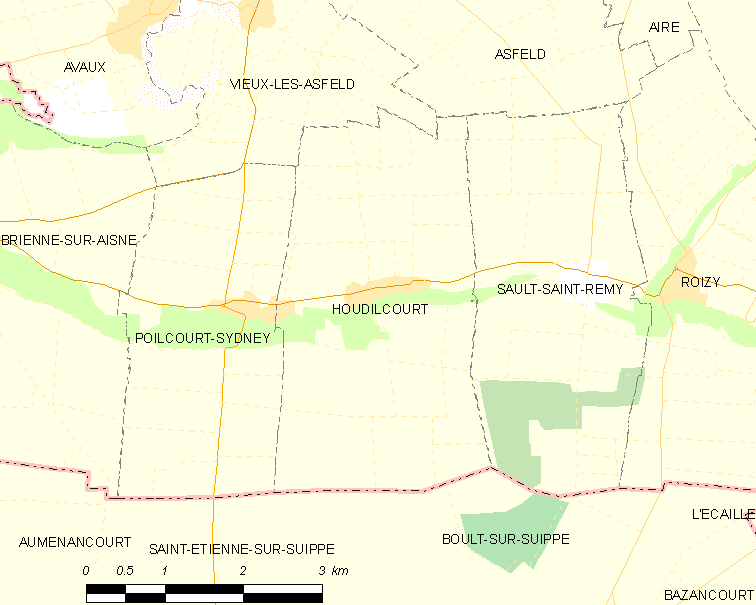
乌迪尔库尔的OSM定位图

## 行政
乌迪尔库尔的邮政编码为08190，INSEE市镇编码为08229。

## 政治
乌迪尔库尔所属的省级选区为波尔西安堡县。

## 人口

1962-2008年间乌迪尔库尔人口变化图示

乌迪尔库尔于2022年1月1日时的人口数量为143人。